# Ижик
Скульптура «И́жик» — талисман Ижевска, находится на Центральной площади города.

## История
Идея установить символ Ижевска — мальчика Ижика — родилась в рамках проекта «250 лет городу Ижевску — 250 добрых дел». Идея принадлежит движению детей Октябрьского района Ижевска «Юность», координатором проекта выступил Николай Халиуллин. Материал для скульптуры начали собирать всем миром — в начале лета в городе был объявлен сбор старых ключей, ящики для которых поставили в больницах, торговых центрах, школах и даже детских садах. Всего было собрано несколько тысяч ключей, причём ижевчане приносили даже весьма редкие экземпляры. Общий вес собранного металла составил 180 кг.
Скульптура была отлита на предприятии ОАО «Ижсталь» в сталелитейном цехе силами рабочих завода. Она представляет собой фигуру мальчика, одетого в традиционный кафтан ижевских оружейников и в шляпе-цилиндре. На шляпе красуется рябиновая ветвь, которая также является символом Ижевска. Вес скульптуры составил 800 кг при высоте в 1,5 м. Недостающее количество металла предоставили коммунальные службы города.
Памятник был открыт 4 ноября 2010 г. при большом стечении горожан. В церемонии приняли участие руководитель Администрации Октябрьского района Ирина Теслева, глава Ижевска Александр Ушаков и премьер-министр Удмуртии Юрий Питкевич.
В 2010 году второй Ижик был установлен на Интернациональном переулке у Ижмаша (56°50′24″ с. ш. 53°11′41″ в. д.), но в 2014 году был перемещён на территорию завода.

## Критика
Ижевчане разделились на два лагеря: одним памятник понравился, они стали фотографироваться рядом со скульптурой, другим — нет. Пользователи популярного городского форума даже окрестили чугунного мальчика «лентяем», в интернете появилось множество фотожаб с изображением Ижика.